# ایتری
ایتری (به ایتالیایی: Itri) یک کومونه در ایتالیا است که در استان لاتینا واقع شده‌است.

## خصوصیات
ایتری ۱۰۱ کیلومترمربع مساحت و ۱۰٬۶۷۹ نفر جمعیت دارد و ۱۷۰ متر بالاتر از سطح دریا واقع شده‌است.

## خواهرخوانده
شهر کرانستون، رود آیلند خواهرخواندهٔ ایتری هست.